# Greg McLean
Greg McLean (...) è un regista, sceneggiatore e produttore cinematografico australiano.

## Biografia
Quello che si conosce su di lui è dato dalle note della produzione del film Wolf Creek: "dopo aver praticato la pittura, McLean ha frequentato l'Istituto Nazionale d'Arte Drammatica (NIDA), ottenendo un diploma di laurea in regia." Agli inizi della carriera è stato aiuto regista di Neil Armfield, e con Baz Luhrmann e Catherine Martin ha lavorato all'Opera Australia.
Il suo primo cortometraggio, Plead, ha vinto un Gold award della Australian Cinematographers Society (ACS). Il suo cortometraggio ICQ, presentato al New York International Independent Film and Video Festival, ha vinto il "Best Director of a Short Film". Con la sua casa di produzione GMF (Greg McLean Film), McLean ha prodotto film per la televisione e video commerciali.
Il suo primo lungometraggio, del 2005, è stato il film horror australiano Wolf Creek. Il film ebbe delle critiche contrastanti ma divenne un film-cult.
Il suo secondo film Rogue, del 2007, era la storia di un micidiale coccodrillo di acqua salata che attaccava un gruppo di turisti nel territorio del Nord dell'Australia. Fu uno dei registi candidati a dirigere Paranormal Activity 2. McLean ha prodotto il film western Red Hill di Patrick Hughes e del thriller di Justin Dix, Crawlspace.
Nel febbraio 2013 di voler tornare alla regia, scrivendo la sceneggiatura e producendo, nel 2014, il sequel Wolf Creek 2. Anche John Jarratt ha confermato che reinterpreterà il ruolo del serial killer Mick Taylor.
Nel 2016 McLean è impegnato nella regia di The Darkness, horror super-naturale con protagonista Kevin Bacon, e di The Belko Experiment, thriller horror scritto da James Gunn, oltre che nella produzione del film storico The Legend of Ben Hall diretto da Matthew Holmes.

## Filmografia

### Regista

#### Cinema
- ICQ (2001) – cortometraggio
- Wolf Creek (2005)
- Rogue (2007)
- Wolf Creek 2 (2013)
- The Darkness (2016)
- The Belko Experiment (2016)
- Jungle (2017)

#### Televisione
- Wolf Creek – serie TV, episodi 1x06-2x01-2x02 (2016-2017)
- The Gloaming - Le ore più buie (The Gloaming) – miniserie TV, 4 puntate (2020)
- Jack Irish – serie TV, 4 episodi (2021)
- La Brea – serie TV, episodi 1x05-2x10 (2021-2023)
- The Twelve – miniserie TV, 2 puntate (2022)
- Scrublands – serie TV, 4 episodi (2023)
- Territory – miniserie TV (2024)

### Sceneggiatore
- ICQ (2001) – cortometraggio
- Wolf Creek (2005)
- Rogue (2007)
- Wolf Creek 2 (2013)
- The Darkness (2016)

### Produttore
- ICQ, regia di Greg McLean (2001) – cortometraggio
- Wolf Creek, regia di Greg McLean (2005)
- Rogue, regia di Greg McLean (2007)
- Red Hill, regia di Patrick Hughes (2010)
- Crawlspace, regia di Justin Dix (2012)
- Wolf Creek 2, regia di Greg McLean (2013)
- The Legend of Ben Hall, regia di Matthew Holmes (2016)
- The Darkness, regia di Greg McLean (2016)
- Jungle, regia di Greg McLean (2017)